# ATelecine
aTelecine — американская индастриал-группа, в состав которой входят Иэн Синнемэн и Свейо. Наиболее известна участием в проекте бывшей порноактрисы Саши Грей.

## История
Грей и Сейнт Френсис впервые встретились на вечеринке в Кройцберге, однако знакомство тогда не состоялось. Три месяца спустя судьба вновь свела их в лос-анджелесском стрип-клубе. Грей подошла к Сейнт Френсису и, напомнив о предыдущей встрече, предложила создавать вместе музыку. Позднее к ним присоединились Энтони Д’Хуан и Иэн Синнамон в качестве дополнительных музыкантов. Дебютный мини-альбом проекта aVigillant Carpark был выпущен в 2009 году на нью-йоркском лейбле Pendu Sound. В 2010 году последовал релиз двух полноформатных альбомов …And Six Dark Hours Pass и A Cassette Tape Culture (Phase One), изданных на виниле ограниченным тиражом в 500 экземпляров. Вторая и третья части A Cassette Tape Culture, вышедшие в следующем году, представляют собой сборники дублей, демозаписей и ремиксов. В том же году группа представила очередной студийный альбом The Falcon and the Pod — первую часть планируемой трилогии Omnibus. Первый концерт aTelecine прошёл в октябре 2012 года на фестивале Unsound в Кракове. В июле 2013 года стало известно, что Саша Грей покидает группу. Таким образом, единственными постоянными участниками группы стали Иэн Синнемэн и новый вокалист — Свейо.

## Дискография
- aVigillant Carpark (2009)
- …And Six Dark Hours Pass (2010)
- A Cassette Tape Culture (Phase One) (2010)
- A Cassette Tape Culture (Phase Two) (2011)
- A Cassette Tape Culture (Phase Three) (2011)
- The Falcon and the Pod (2011)